# Miconia bullata
Miconia bullata là một loài thực vật có hoa trong họ Mua. Loài này được (Turcz.) Triana mô tả khoa học đầu tiên năm 1871.